# Franz Joseph Ruprecht

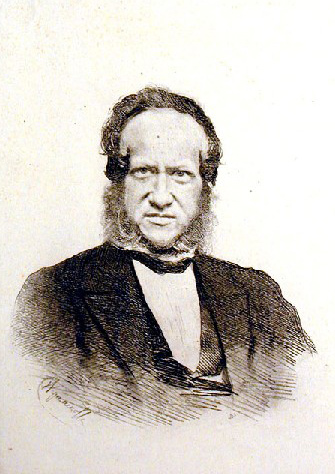
Porträt Ruprechts (Iwan Kramskoi)

Franz Joseph Ruprecht (* 1. November 1814 in Freiburg im Breisgau, Großherzogtum Baden; † 23. Julijul. / 4. August 1870greg. in Sankt Petersburg; auch Franz Josef geschrieben, russisch Франц Иванович Рупрехт/Franz Iwanowitsch Ruprecht) war ein k. k. österreichischer Botaniker in russischen Diensten. Sein botanisches Autorenkürzel lautet „Rupr.“

## Leben
Ruprecht besuchte das Gymnasium in Prag, an dem er 1830 im Alter von 16 Jahren seinen Abschluss machte. Im Folgenden nahm er ein Studium an der medizinischen Fakultät der Universität Prag auf, welches er 1836 beendete. Im Jahr 1839 wurde er Mitarbeiter des Botanischen Museums der Petersburger Akademie der Wissenschaften. Ziel Ruprechts Forschungsreisen war unter anderem der Norden des europäischen Teils Russlands im Jahr 1841, sowie der Kaukasus in den Jahren 1860 bis 1862.
Ruprecht wurde 1851 stellvertretender Leiter des kaiserlichen botanischen Gartens in Sankt Petersburg. Im Jahr 1853 wurde er außerordentliches und 1857 ordentliches Mitglied der Russischen Akademie der Wissenschaften und 1855 Leiter des botanischen Museums.
Als Kenner der russischen Flora veröffentlichte er eine Vielzahl an fachbezogenen Werken. Themenschwerpunkte war unter anderem die Systematik der Gräser und Wasserpflanzen.

## Ehrungen
Carl Anton von Meyer benannte nach ihm die Gattung Ruprechtia aus der Familie der Knöterichgewächse (Polygonaceae). 1841 erhielt er den Demidow-Preis.

## Werke (Auswahl)
- Tentamen Agrostographiæ universalis (1838)
- Bambuseae (1839)
- Flores Samojedorum cisuralensium (1845) (= Beiträge zur Pflanzenkunde des Russischen Reiches. Zweite Lieferung.)
- Algæ Ochotenses — Die ersten sicheren Nachrichten über die Tange des Ochotskischen Meeres (1850)
- Flora boreali-uralensis — Ueber die Verbreitung der Pflanzen im nördlichen Ural (1856)
- Flora ingrica (1860)
- Flora Caucasi. Pars I. (1869)